# Tauche
Tauche település Németországban, azon belül Brandenburgban. Lakosainak száma 3741 fő (2023. december 31.).

## Népesség
A település népességének változása:
| Lakosok száma | 3881 | 3875 | 3789 | 3784 | 3783 | 3741 |
|               | 2010 | 2015 | 2020 | 2021 | 2022 | 2023 |